# 雷朋
雷朋（英語：Ray-Ban） ，美國知名高檔太陽眼鏡和眼鏡品牌，始創於1937年，原本為眼睛護理產品製造商博士倫的子公司，其徒步旅行者及飛行員太陽眼鏡皆為經典的款式。1999年博士倫以6.4億美元，將業務售予意大利公司羅薩奧蒂卡。

## 歷史
1923年，美国陆军航空兵团中尉约翰完成了驾驶小型飞机横越大西洋的飞行，眼部長時間受到強烈陽光照射下，造成全身不良反应（视覺疲劳、头晕、视物模糊、两眼胀痛等），他造访了约翰•博斯与亨利•伦波共同经营的博士伦公司，委托其研制开发一种能保护飞行员眼睛的太阳眼镜。
1930年，他们终于研制成功了世界上第一副绿色镜片的太阳眼镜，结果令人非常满意，倍受美国飞行员的欢迎，因而被美国陆军航空兵团正式采用，命名为“领航者”。
1937年，公司正式把这种眼镜推向市场，并更名为“RAY-BAN”。RAY为眩光，BAN即阻挡，从此RAY-BAN品牌正式诞生，并逐渐成为遮挡强光的太阳眼镜代名词。品牌最出名的是徒步旅行者（Wayfarer）和飛行員（Aviator）款式的太陽眼鏡。1999年意大利眼镜制造及销售的跨国集团公司羅薩奧蒂卡将其纳入旗下，并逐渐成为羅薩奧蒂卡公司的旗舰品牌。

## 雷朋明星

### 1950至60年代
雷朋於這時期，首次通過美國流行文化的代言，得到大眾的認可。女星如金·露華和瑪莉蓮·夢露都會在公眾場合和影片中配帶雷朋徒步旅行者太陽眼鏡。隨著這款式廣受大眾歡迎，各當紅男星如羅伊·奧比森、占士·甸、卜·戴倫等都紛紛配帶起來。

### 1970至80年代
由於減縮營銷資金，品牌於1970年代曾一度沉寂。情況於1980年代有所扭轉，廠商與荷里活的片場合作，產品被置入於多個電視節目中。

### 1990年代
1990年代首播的電影例如《盗亦有道》、《黑超特警組》等，當中的角色造型都以雷朋太陽眼鏡作為特色。

### 2000年代
2007年，雷朋展開了一連串的網上營銷活動，鼓勵人們以真性情過自己的生活，不要恐懼他人判斷的目光，以我行我素的態度重新確立市場定位。2013年電影《華爾街之狼》多個角色在戲中不時都會配帶雷朋太陽眼鏡。

### 其他經常配帶雷朋的明星
- 杰克·尼科尔森
- 贝克汉姆
- 汤姆·克鲁斯
- 唐·约翰逊
- 鲍勃·迪伦
- 麦当娜
- 迈克尔·杰克逊
- 李小龍

## 贊助活動

### 一級方程式賽車
雷朋於2004年開始贊助布朗車隊（當時稱為英美車隊），該商業夥伴關係為雷朋帶來了國際性的宣傳平台，其紅色商標更加黏貼於著名車手詹臣·畢頓和魯賓斯·巴利加奴的頭盔面罩之上。
在2016年起，雷朋開始和法拉利車隊合作。

### 雷朋房間
雷朋房間是一個網上音樂平台，志在支持年輕音樂家，讓他們可以將自己的創作記錄串流上網。

## 註腳
1. ↑  Described here （页面存档备份，存于） at wikinvest.com.
2. ↑  Zone's website is here 的存檔，存档日期2012-01-12..
3. ↑  Ray-Ban Rooms' website is here 的存檔，存档日期2012-07-18..

## 外部連結
- Ray-Ban®